# Asind
Asind è una suddivisione dell'India, classificata come municipality, di 14.118 abitanti, situata nel distretto di Bhilwara, nello stato federato del Rajasthan. In base al numero di abitanti la città rientra nella classe IV (da 10.000 a 19.999 persone).

## Geografia fisica
La città è situata a 25° 43' 60 N e 74° 19' 60 E e ha un'altitudine di 466 m s.l.m..

## Società

### Evoluzione demografica
Al censimento del 2001 la popolazione di Asind assommava a 14.118 persone, delle quali 7.196 maschi e 6.922 femmine. I bambini di età inferiore o uguale ai sei anni assommavano a 2.473, dei quali 1.253 maschi e 1.220 femmine. Infine, coloro che erano in grado di saper almeno leggere e scrivere erano 7.582, dei quali 4.788 maschi e 2.794 femmine.